# Marco Huamán
Marco Lenhyn Huamán Asís (Huancayo, 25 de septiembre de 2002) es un futbolista peruano. Juega como lateral derecho. Fue formado en el Club Sport Huancayo, donde debutó en el año 2021. Actualmente juega en el Alianza Lima de la Liga1 de Perú.

## Estadísticas
Datos actualizados hasta el 10 de abril de 2025.
| Club                  | Div.          | Temporada     | Liga  | Liga  | Liga   | Copas nacionales | Copas nacionales | Copas nacionales | Copas internacionales | Copas internacionales | Copas internacionales | Total | Total | Total  | Media Goleadora |
| Club                  | Div.          | Temporada     | Part. | Goles | Asist. | Part.            | Goles            | Asist.           | Part.                 | Goles                 | Asist.                | Part. | Goles | Asist. | Media Goleadora |
| --------------------- | ------------- | ------------- | ----- | ----- | ------ | ---------------- | ---------------- | ---------------- | --------------------- | --------------------- | --------------------- | ----- | ----- | ------ | --------------- |
| Sport Huancayo · Perú | 1.ª           | 2020          | -     | -     | -      | -                | -                | -                | -                     | -                     | -                     | -     | -     | -      | 0               |
| Sport Huancayo · Perú | 1.ª           | 2021          | 12    | 0     | 1      | -                | -                | -                | -                     | -                     | -                     | 12    | 0     | 1      | 0,00            |
| Sport Huancayo · Perú | 1.ª           | 2022          | 29    | 1     | 0      | -                | -                | -                | -                     | -                     | -                     | 29    | 1     | 0      | 0,03            |
| Sport Huancayo · Perú | 1.ª           | 2023          | 25    | 1     | 2      | -                | -                | -                | -                     | -                     | -                     | 25    | 1     | 2      | 0,04            |
| Sport Huancayo · Perú | Total club    | Total club    | 66    | 2     | 3      | -                | -                | -                | -                     | -                     | -                     | 66    | 2     | 3      | 0,02            |
| Alianza Lima · Perú   | 1.ª           | 2024          | 22    | 0     | 1      | -                | -                | -                | 4                     | 0                     | 0                     | 26    | 0     | 1      | 0,00            |
| Alianza Lima · Perú   | 1.ª           | 2025          | 13    | 0     | 0      | -                | -                | -                | 4                     | 0                     | 1                     | 17    | 0     | 1      | 0,00            |
| Alianza Lima · Perú   | Total club    | Total club    | 35    | 0     | 1      | -                | -                | -                | 8                     | 0                     | 1                     | 43    | 0     | 2      | 0,00            |
| Total carrera         | Total carrera | Total carrera | 101   | 2     | 4      | -                | -                | -                | 8                     | 0                     | 1                     | 109   | 2     | 5      | 0,01            |